# 岩槻区
岩槻区（いわつきく）は、埼玉県さいたま市を構成する10区のうちの一つ。さいたま市の行政区で最も面積が大きい。

## 地理
さいたま市の東部に位置する。市街地は区の北寄りにある岩槻駅周辺となっている。区南部では浦和美園駅周辺の大規模区画整理事業であるみそのウイングシティの区域内となっており、宅地や商業施設の造成が進んでいる。

### 旧町名
岩槻は岩槻城の城下町時代（中世）から岩槻宿を経て多くの町名が残っていたが、住居表示実施の流れにより1965年頃から順次消滅した。現在では本町・東町・西町・仲町・府内などの町名となっている。渋江は交差点名、バス停名、市宿は商店街名、大工町は町内会名といったように一部名を留めているものもある。他に、城下町時代からの町名ではないが、通称名として富士見町や栄町といった町名も存在した。旧町名の持つ文化価値が見直され、住居表示などで失われてしまった町名を復活させようとする動きがあり、旧町名や通り名を記した石碑、プレートの設置を進めている。主な町名、通り名は下記の通り。
| - 富士宿町 - 林道町 - 大工町 - 久保宿町 - 渋江町 - 新町 | - 田中町 - 横町 - 新曲輪町 - 市宿町 - 元浅間町 - 出口町 | - 旦過町 - 秋葉町 - 六番町 - 三の丸 - 旦過通 - 渋江通 | - 久保宿通 - 大工町通 - 諏訪小路 - 天神小路 - 渋江小路 - 江戸小路 | - 裏小路 - 広小路 - 新小路 - 市宿通 - 横町小路 |

など

### 住居表示
一部の区域で住居表示に関する法律に基づく住居表示が実施されている。これまでに7度に分けて行われている。
| 町名                 | 町名の読み   | 設置年月日                              | 住居表示実施年月日 | 住居表示実施直前の町名                                 | 備考                        |
| -------------------- | ------------ | --------------------------------------- | ------------------ | ------------------------------------------------------ | --------------------------- |
| 本町一丁目 - 六丁目  | ほんちょう   | 1965年12月1日（一丁目・三丁目・五丁目） | 1965年12月1日      | 大字岩槻、大字太田の各一部                             |                             |
| 本町一丁目 - 六丁目  | ほんちょう   | 1966年10月1日（二丁目・四丁目・六丁目） | 1966年10月1日      | 大字岩槻、大字太田の各一部                             |                             |
| 西町一丁目 - 五丁目  | にしまち     | 1965年12月1日（一丁目・二丁目・五丁目） | 1965年12月1日      | 大字岩槻の一部                                         |                             |
| 西町一丁目 - 五丁目  | にしまち     | 1966年10月1日（三丁目・四丁目）         | 1966年10月1日      | 大字岩槻の一部                                         |                             |
| 愛宕町               | あたごちょう | 1965年12月1日                           | 1965年12月1日      | 大字岩槻の一部                                         |                             |
| 日の出町             | ひのでちょう | 1965年12月1日                           | 1965年12月1日      | 大字岩槻の一部                                         |                             |
| 宮町一丁目・二丁目   | みやちょう   | 1965年12月1日                           | 1965年12月1日      | 大字岩槻、大字太田の各一部                             | 宮町二丁目は1番から16番まで |
| 仲町一丁目・二丁目   | なかちょう   | 1966年10月1日                           | 1966年10月1日      | 大字岩槻、大字太田の各一部                             |                             |
| 東町一丁目・二丁目   | ひがしちょう | 1966年10月1日                           | 1966年10月1日      | 大字岩槻の一部                                         |                             |
| 美幸町               | みゆきちょう | 1966年10月1日                           | 1966年10月1日      | 大字岩槻の一部                                         |                             |
| 宮町二丁目           | みやちょう   | 1965年12月1日                           | 1988年10月3日      | 大字岩槻、大字太田の各一部                             | 17番街区から27番街区まで    |
| 本丸一丁目・四丁目   | ほんまる     | 1988年10月3日                           | 1988年10月3日      | 大字太田、大字岩槻の各一部                             |                             |
| 太田一丁目 - 三丁目  | おおた       | 1988年10月3日                           | 1988年10月3日      | 大字太田、大字岩槻の各一部                             |                             |
| 城町一丁目・二丁目   | しろまち     | 1988年10月3日                           | 1988年10月3日      | 大字太田、大字岩槻の各一部                             |                             |
| 城南一丁目 - 五丁目  | じょうなん   | 1989年11月6日                           | 1989年11月6日      | 大字柏崎、大字真福寺、大字飯塚の各一部                 |                             |
| 府内一丁目 - 四丁目  | ふない       | 1989年11月6日                           | 1989年11月6日      | 大字木曽良の全域、大字岩槻、大字村国、大字飯塚の各一部 |                             |
| 加倉一丁目 - 四丁目  | かくら       | 1990年10月1日                           | 1990年10月1日      | 大字加倉の一部                                         |                             |
| 加倉五丁目           | かくら       | 1991年10月7日                           | 1991年10月7日      | 大字加倉の一部                                         |                             |
| 並木一丁目・二丁目   | なみき       | 1991年10月7日                           | 1991年10月7日      | 大字岩槻、大字加倉の各一部                             |                             |
| 原町                 | はらまち     | 1991年10月7日                           | 1991年10月7日      | 大字加倉、大字柏崎の各一部                             |                             |
| 西原                 | にしはら     | 2000年2月7日                            | 2000年2月7日       | 大字岩槻、大字加倉の各一部                             |                             |
| 西原台一丁目・二丁目 | にしはらだい | 2000年2月7日                            | 2000年2月7日       | 大字岩槻、大字加倉の各一部                             |                             |

### 河川
| - 元荒川 - 綾瀬川 - 新方川（千間堀） - 当区の東側をかすめている - 古隅田川 - 山城堀（古隅田川の源流） - 旧古隅田川（上豊川） - 新堀排水路 - 黒浜沼から隼人堀川に至る排水河川。 - 箕輪排水路 - 高台堀 - 平林寺1号排水路 - 平林寺2号排水路 - 馬込1号排水路 | - 馬込2号排水路 - 下日川排水路 - 豊春用水（旧黒沼の西縁） - 内牧用水（旧黒沼の東縁） - 尾ケ崎排水路 - 笹久保新田排水路 - 横根排水路 - 浮谷排水路 - 五才川（五才川用水路） - 釣上新田1号排水路 - 釣上新田2号排水路 - 末田用水 | - 末田大用水路 - 末田落 - 第二末田落 - 五ケ用水路 - 村国排水路 - 山用排水 - 黒谷落（黒谷川） - 黒用排水 - 南下新井排水路 - 増野川 - 大貫堀 - 増戸排水路 - 大谷川 | - 中之堀川 - 武徳川 - 須賀用水 - 森野川 - 大橋井堰用水（大橋第1用水路・大橋第2用水路） - 柏崎排水路 - 小溝排水路 - 慈恩寺1号排水路 - 慈恩寺2号排水路 - 上院落（上院川） - 徳力排水路 |

### 池沼
- 赤坂沼
- 横根沼
- 新堀池
- 村国池
- 大堀池（おっぽり沼）
- 小池
- 慈恩寺沼
- 黒沼
- 南平野調整池
- 上院調節地

### その他
- 長宮砂丘

## 歴史

### 年表
- 1382年（永徳2年） - 岩付（岩槻）の名称が初めて資料に記される。
- 1457年（長禄元年） - 太田道灌によって岩付城（岩槻城）が築城される。戦国時代には道灌の曾孫・太田資正は名将として名をとどろかせた。
- 1587年（天正15年） - 岩槻城新曲輪および大溝が整備される。
- 1590年（天正18年） - 岩槻城が落城し、後北条氏が滅亡する。岩槻城主として徳川家康の家臣、高力清長が入城する。
- 江戸時代、大岡家岩槻藩2万2千石の城下町として、また日光御成街道の宿場町として栄えた。なお、岩槻城長屋門などが遺構として移築現存している。
- 1617年（元和3年） - 江戸幕府の将軍の日光社参が始められ、岩槻城が将軍の泊城になる。
- 1629年（寛永6年） - 荒川の流路が変更され、旧流路が元荒川となる。
- 1671年（寛文11年） - 時の鐘が設けられる。
- 1720年（享保5年） - 時の鐘が改鋳される。
- 1767年（明和4年） - 明和事件が起こる。元岩槻藩士の山県大弐などが死罪になる。
- 1799年（寛政11年） - 岩槻藩士の儒学者児玉南柯が私塾として遷喬館を開く。
- 1811年（文化8年） - 郷学の戩穀堂が設けられる。同年、遷喬館が藩校となる。
- 1871年（明治4年）11月14日（旧暦） - 浦和県・岩槻県・忍県の3県が合併して埼玉県が誕生。県庁は浦和に置かれる。
- 1873年（明治6年） - 岩槻城が廃城となる。
- 1875年（明治8年） - 現在の岩槻区域に小学校が設けられる。
- 1879年（明治12年） - 前年に成立した南埼玉郡の郡庁が岩槻町におかれる。
- 1891年（明治24年） - 岩槻 - 大宮間に乗合馬車が開通する。
- 1914年（大正3年） - 岩槻に電気が引かれる。
- 1921年（大正10年） - 岩槻 - 大宮間に乗合バスが開通する。
- 1924年（大正13年）10月19日 - 武州鉄道蓮田駅 - 岩槻駅間 (6.4km) 開業。なお、この岩槻駅の位置は現在の東武野田線岩槻駅とは異なる。
- 1929年（昭和4年）11月17日 - 北総鉄道（現在の北総鉄道とは無関係）がのちの東武野田線となる大宮仮停留所（大宮駅から北大宮駅方331m付近） - 東武鉄道粕壁駅（現・春日部駅）間9.5マイル (15.3km) の鉄道路線を開通した。同時に岩槻町駅（現・岩槻駅）開業。その後大宮駅構内の工事が進み、同年12月9日に省線大宮駅まで乗り入れた。
- 1938年（昭和13年）9月1日 - 武州鉄道廃止。
- 1944年（昭和19年） - 総武鉄道が東武鉄道と合併し、東武野田線となる。
- 1954年（昭和29年）5月3日 - 南埼玉郡岩槻町、新和村、和土村、川通村、柏崎村、河合村、慈恩寺村の1町6村が合併し、新たに岩槻町となる。
- 1954年（昭和29年）7月1日 - 市制施行し岩槻市となる。
- 1964年（昭和39年） - 岩槻局の電話がダイヤル式となる。
- 1966年（昭和41年） - 市営球場が完成する。
- 1969年（昭和44年） - 旧岩槻市の人口が5万人を数える。同年、東岩槻駅が開業。
- 1971年（昭和46年） - 岩槻市役所の新庁舎が竣工する。同年、中央図書館が開館。
- 1972年（昭和47年）11月13日 - 東北自動車道が部分開通（岩槻IC - 宇都宮IC）。同年、人口が7万人を数える。
- 1976年（昭和51年） - 人形の町岩槻まつりが始まる。
- 1977年（昭和52年） - 市の木「つき」・市の花「やまぶき」が市民公募により選定される。
- 1980年（昭和55年） - 東北自動車道の岩槻IC - 浦和料金所間が開通。
- 1981年（昭和56年） - 千葉県安房郡千倉町（現：南房総市）と友好都市の調印がなされる。
- 1982年（昭和57年） - 児童センターが開館。
- 1985年（昭和60年） - 旧岩槻市の人口が10万人を数える。
- 1986年（昭和61年） - コミュニティセンターいわつきが開館。
- 1987年（昭和62年） - 生涯学習センターが開所。
- 1988年（昭和63年） - 老人福祉センター「槻寿苑」が開所。
- 1990年（平成2年） - 市民温水プールが開所。
- 1991年（平成3年） - 生涯スポーツ都市宣言が行われる。
- 1994年（平成6年） - 区域に目白大学が開学。
- 1996年（平成8年） - 岩槻駅東口再開発ビル「WATSU（ワッツ）」がオープン。同年、岩槻駅東口コミュニティセンターおよび岩槻駅東口図書館が開館する。また、カナダのブリティッシュコロンビア州ナナイモ市と国際友好都市の提携がなされる。
- 1997年（平成9年） - 知的障害者更生施設「槻の木」が開所。
- 1998年（平成10年） - ふれあいプラザが開館。
- 2000年（平成12年） - リサイクルプラザが開設。
- 2002年（平成14年）7月31日 - 公職選挙法改正で、岩槻市の所属する衆議院小選挙区が埼玉13区から埼玉1区となる。後に、さいたま市へ編入合併へ至る要因の一つとなる。
- 2003年（平成15年）1月26日 - 合併に関する住民投票を実施。結果が「さいたま市との合併（23,412票/52.6%）」・「合併しない（17,280票/38.8%）」・「春日部市・南埼玉郡宮代町・北葛飾郡杉戸町・北葛飾郡庄和町との合併（3,810票/8.5%）」となり、2月5日に岩槻市はさいたま市に対し合併協議を申入れ [1]。
- 2004年（平成16年）7月1日 - 市制施行50周年を迎える。
- 2004年（平成16年）8月24日 - さいたま市との合併協定の調印式が行われる。
- 2005年（平成17年）4月1日 - 岩槻市がさいたま市に編入され、さいたま市岩槻区が成立。
- 2006年（平成18年） - みそのウイングシティが街びらき。
- 2012年（平成24年）1月4日 - 区役所が旧岩槻市庁舎から岩槻駅前の再開発ビル「ワッツ」に移転。
- 2020年（令和2年）2月22日 - 旧市庁舎跡地に岩槻人形博物館・にぎわい交流館いわつきが開館[2]。
- 2022年（令和4年）11月18日 - 公職選挙法改正で、岩槻区の所属する衆議院小選挙区が埼玉1区から新設の埼玉16区となる。
- 2025年（令和7年）1月28日 - 埼玉県八潮市道路陥没事故が発生。市は岩槻区などで下水道の使用を抑えるよう呼びかけた[3]。

## 人口
区成立後から毎年4月1日の人口。住民基本台帳人口より（台帳法改正前の2012年以前は台帳人口+外国人登録人口の数値）。
| \| 2005年（平成17年） \| 111,788人 \| \| \| 2006年（平成18年） \| 111,688人 \| \| \| 2007年（平成19年） \| 111,647人 \| \| \| 2008年（平成20年） \| 111,707人 \| \| \| 2009年（平成21年） \| 112,300人 \| \| \| 2010年（平成22年） \| 112,780人 \| \| \| 2011年（平成23年） \| 112,492人 \| \| \| 2012年（平成24年） \| 112,297人 \| \| \| 2013年（平成25年） \| 111,848人 \| \| \| 2014年（平成26年） \| 111,281人 \| \| \| 2015年（平成27年） \| 111,198人 \| \| \| 2016年（平成28年） \| 111,227人 \| \| \| 2017年（平成29年） \| 111,858人 \| \| \| 2018年（平成30年） \| 111,853人 \| \| \| 2019年（令和1年） \| 112,139人 \| \| \| 2020年（令和2年） \| 112,655人 \| \| \| 2021年（令和3年） \| 112,777人 \| \| \| 2022年（令和4年） \| 112,356人 \| \| \| 2023年（令和5年） \| 112,342人 \| \| \| 2024年（令和6年） \| 112,471人 \| \| |           |  |
| |           |  |
| 2005年（平成17年） | 111,788人 |  |
| 2006年（平成18年） | 111,688人 |  |
| 2007年（平成19年） | 111,647人 |  |
| 2008年（平成20年） | 111,707人 |  |
| 2009年（平成21年） | 112,300人 |  |
| 2010年（平成22年） | 112,780人 |  |
| 2011年（平成23年） | 112,492人 |  |
| 2012年（平成24年） | 112,297人 |  |
| 2013年（平成25年） | 111,848人 |  |
| 2014年（平成26年） | 111,281人 |  |
| 2015年（平成27年） | 111,198人 |  |
| 2016年（平成28年） | 111,227人 |  |
| 2017年（平成29年） | 111,858人 |  |
| 2018年（平成30年） | 111,853人 |  |
| 2019年（令和1年） | 112,139人 |  |
| 2020年（令和2年） | 112,655人 |  |
| 2021年（令和3年） | 112,777人 |  |
| 2022年（令和4年） | 112,356人 |  |
| 2023年（令和5年） | 112,342人 |  |
| 2024年（令和6年） | 112,471人 |  |

## 施設
- さいたま商工会議所 岩槻支所
- ワッツ東館・西館
- 伊藤製パン本社
- さいたま市立岩槻郷土資料館

図書館
- さいたま市図書館
  - 岩槻図書館
  - 岩槻東口図書館
  - 岩槻東部図書館

### 工業団地
- 慈上野・古ヶ場工業団地

### 金融機関
| - 埼玉りそな銀行 - 岩槻支店 - 東岩槻支店 - 足利銀行岩槻支店 - 武蔵野銀行岩槻支店 - 東和銀行岩槻支店 - 埼玉縣信用金庫 - 岩槻支店 - 東岩槻支店 | - 川口信用金庫岩槻支店 - 南彩農業協同組合（JA南彩） - 岩槻城南支店 - 新和支店 - 川通支店 - 慈恩寺支店 - 河合支店 |

## 行政
- 岩槻区役所

区長：沼尻裕一

### 警察
- 岩槻警察署 - 蓮田市も管轄。
  - 岩槻駅前交番
  - 東岩槻駅前交番
  - 城南交番
  - 慈恩寺駐在所
- 岩槻高齢者講習センター - 埼玉県警運転免許センターの附属施設。

### 消防
- さいたま市消防局 岩槻消防署
  - 太田出張所
  - 上野出張所
  - 笹久保出張所

## 地域

### 医療機関
- 丸山記念総合病院
- 岩槻中央病院
- 岩槻南病院
- カリヨンの杜（旧埼玉県立小児医療センター附属岩槻診療所）

### 住宅団地
- 岩槻愛宕住宅（愛宕町）
- 岩槻金重住宅（平林寺）
- 岩槻慈恩寺住宅（慈恩寺）
- 岩槻諏訪山下住宅（諏訪）
- 岩槻西原住宅（岩槻）
- 岩槻南平野やまぶき住宅（南平野）
- 岩槻表慈恩寺住宅（表慈恩寺）
- 岩槻府内住宅（府内）

### 教育
小学校
- さいたま市立岩槻小学校
- さいたま市立太田小学校
- さいたま市立柏崎小学校
- さいたま市立上里小学校
- さいたま市立河合小学校
- さいたま市立川通小学校
- さいたま市立慈恩寺小学校
- さいたま市立城北小学校
- さいたま市立城南小学校
- さいたま市立新和小学校
- さいたま市立徳力小学校
- さいたま市立西原小学校
- さいたま市立東岩槻小学校
- さいたま市立和土小学校
- 開智小学校

中学校
- さいたま市立岩槻中学校
- さいたま市立川通中学校
- さいたま市立桜山中学校
- さいたま市立慈恩寺中学校
- さいたま市立城北中学校
- さいたま市立城南中学校
- さいたま市立西原中学校
- さいたま市立柏陽中学校
- 開智中学校

高等学校
- 埼玉県立岩槻高等学校
- 埼玉県立岩槻商業高等学校
- 埼玉県立岩槻北陵高等学校
- 開智高等学校

大学
- 目白大学
- 人間総合科学大学

### 公園
- さいたま市岩槻川通公園野球場（やまぶきスタジアム）
- しらこばと水上公園
- 岩槻城址公園
- 岩槻文化公園
- 慈恩寺親水公園
- 南平野公園

### 人形のまち

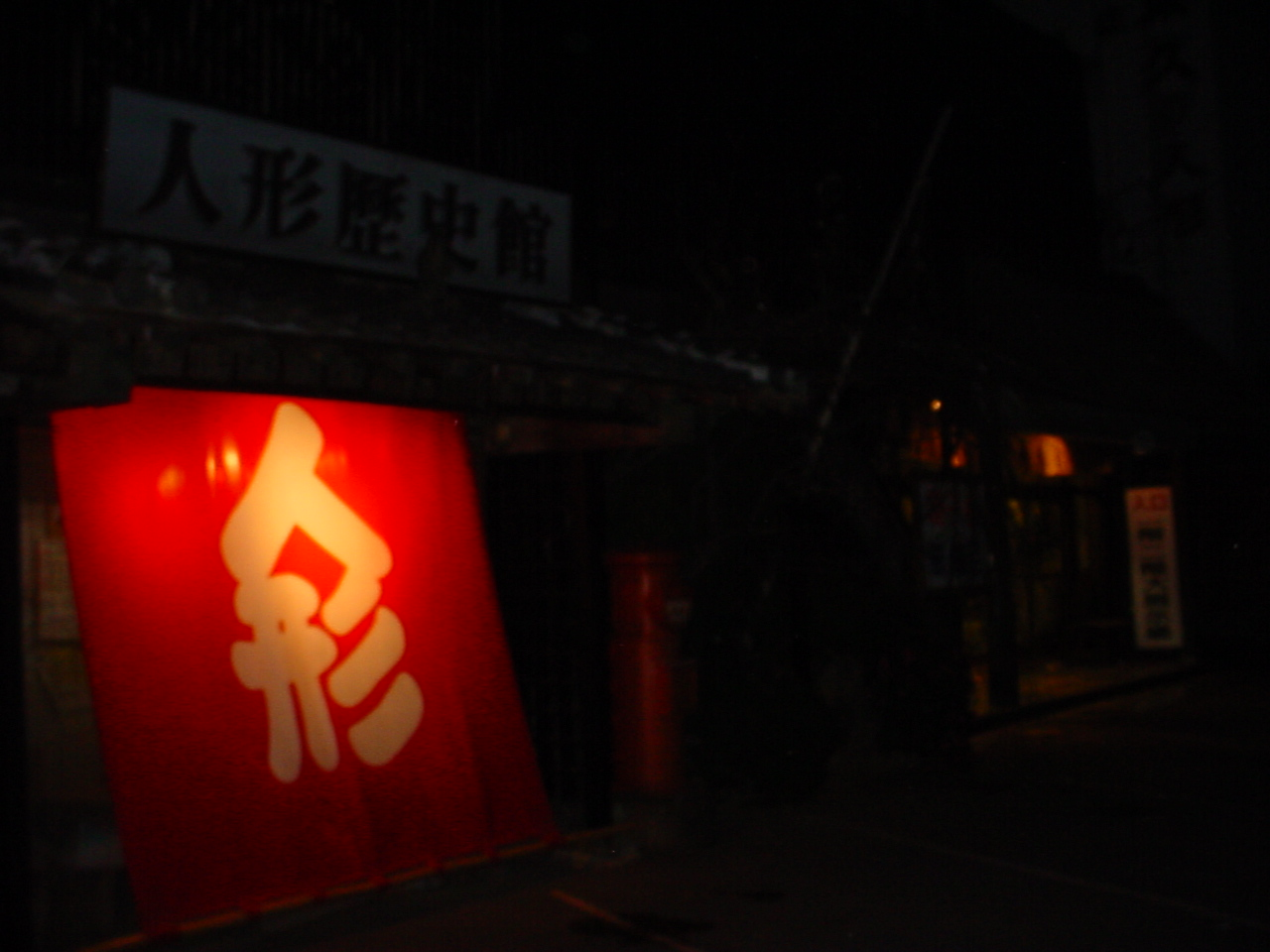
岩槻区内の人形店

岩槻城下にあたる岩槻駅東口を中心として岩槻人形と呼ばれる雛人形を専門とする人形店が集積し、「人形のまち」として全国的に知られる。岩槻の名物としては特に雛人形、兜などの人形が有名である。これは日光東照宮造営に関わった職人が、名水井戸があったためその後岩槻にとどまり、江戸初期に始めたものと言われている。現在も岩槻駅周辺や人形町通り、市宿通りなどに人形店が軒を連ねる。また、福田晋一原作の青年漫画・アニメ（2022年1月～3月期に放送）である「その着せ替え人形は恋をする」では作品の主な舞台となり、作者が直接岩槻区の人形工房等へ取材するなどし、人形職人やコスプレイヤーのリアルな実情がうかがえる作品となっている。

### 電話番号
市外局番は市内全域「048」。市内局番が「6XX」「7XX」「8XX」の地域との通話は市内通話料金で利用可能（浦和MA）。収容局は岩槻局、川通局、和土局、慈恩寺局。「7xx」から始まる市内局番は岩槻区と同じNTT東日本岩槻営業所（旧電報電話局）管内に属する蓮田市のほか、上尾市、桶川市、北足立郡伊奈町、春日部市で使用されている。

### 郵便
郵便番号は、区内全域が「339-00xx」である。
- 岩槻郵便局 - 区全域の集配を担当
  - 岩槻西原郵便局
  - 岩槻本町郵便局
  - 東岩槻郵便局
  - 岩槻本丸郵便局
  - 岩槻西町郵便局
  - 岩槻和土郵便局
  - 岩槻上野郵便局
  - 岩槻仲町郵便局
  - 慈恩寺郵便局
- 新岩槻郵便局

## 交通

### 鉄道
東武鉄道
 野田線（東武アーバンパークライン）
- - 岩槻駅 - 東岩槻駅 -

#### 地下鉄延伸
埼玉高速鉄道（東京7号線）が岩槻市を通って蓮田市まで延伸される計画があり、岩槻駅前や区役所には計画の早期実現を訴える垂れ幕が掲げられている。中心市街地の商業機能衰退や交通空白地帯の存在などの諸問題解決に大きな効果があるとされる。岩槻-浦和美園駅間の2017年度以後の着工に向けて「さいたま市地下鉄7号線延伸事業化推進期成会」が発足している。区内に中間駅の設置も予定されている。

#### かつて通っていた鉄道
- 武州鉄道

#### 未成線
- 岩槻電気軌道
- 東北本線が明治期に通る計画があったが、鉄道忌避運動のために実現しなかったといわれている[要出典]。その結果、東北本線は大宮駅で高崎線と分岐し、蓮田駅・久喜駅を通って栗橋駅へと向かう経路となった。
- 東京日光電鉄：巣鴨駅から途中岩槻駅、栗橋駅、栃木駅、宇都宮駅を経由して日光まで計画した鉄道[8]

### 道路
高速道路
- 東北自動車道
  - 岩槻IC

一般国道
- 国道16号
- 国道122号
- 国道463号
  - 越谷浦和バイパス

県道
- 主要地方道
  - 埼玉県道2号さいたま春日部線
  - 埼玉県道48号越谷岩槻線
  - 埼玉県道65号さいたま幸手線
  - 埼玉県道80号野田岩槻線
- 一般県道
  - 埼玉県道154号蓮田杉戸線
  - 埼玉県道214号新方須賀さいたま線
  - 埼玉県道324号蒲生岩槻線
  - 埼玉県道325号大野島越谷線
  - 埼玉県道399号岩槻停車場線

### バス・乗合タクシー
- 東武バスウエスト
- 朝日自動車
- 国際興業
- さいたま市コミュニティバス
  - 岩槻区コミュニティバス - 東武バスウエスト岩槻営業所が運行
    - 慈恩寺観音 - 東徳力 - （県営表慈恩寺団地 - ）東岩槻小学校 - 東岩槻駅北口 - 岩槻城址公園 - 岩槻駅 - 丸山記念総合病院 - 府内一丁目
- さいたま市乗合タクシー
  - 岩槻区和土地区乗合タクシー「レインボー号」 - 第三交通が運行
    - 槻寿苑 - 岩槻南病院 - 和土住宅南口 - （スーパービバホーム岩槻店） - （丸山記念総合病院） - 岩槻駅

  - 岩槻区並木・加倉地区乗合タクシー「らくらく号」 - さいたま福祉サービス（小原交通）が運行
    - 緑色のルート[注釈 1]：エクレール一番館 - 加倉住宅 - 高橋医院前 - 岩槻駅西口
    - 橙色のルート：エクレール四番館 - 加倉住宅 - 加倉坂下 - 高橋医院前 - ヤオコー岩槻西町店 - 岩槻駅西口 - 丸山記念総合病院

  - 岩槻区河合地区乗合タクシー「おりづる号」 - 岩槻タクシーが運行
    - 岩槻駅西口 - 馬込 - 蓮田駅東口 - 岩槻高齢者講習センター（旧埼玉県立小児医療センター跡）

## 観光

### 寺社
- 武蔵第六天神社
- 久伊豆神社
- 愛宕神社
- 慈恩寺
  - 玄奘塔
- 浄安寺
- 浄国寺

### 名所・史跡・旧跡・保存樹木
- 岩槻城 （岩槻城址公園・県指定史跡）
- 遷喬館（旧岩槻藩藩校）
- 時の鐘
- 戩穀堂
- 東玉大正館 - 旧中井銀行岩槻支店。登録有形文化財
- 末田須賀堰
- 真福寺貝塚
- 竹たば古墳
- つかのこし古墳
- 越谷陸軍飛行場（新和飛行場）

### 祭事・催事
- 岩槻まつり
- 久伊豆神社
  - 岩槻の黒奴 - 日本三奴（日光の赤奴・甲府の白奴、岩槻の黒奴）の一つで、江戸時代には久伊豆神社の神幸祭・神輿渡御を先導し、岩槻城内、城下を練り歩いていたが、昭和に廃れてしまった。
  - もうかりやっこ - 岩槻の黒奴を復活させようと、さいたま商工会議所青年部の有志「岩槻黒奴保存会」により作られた、町おこしキャラクター。「小判の笠」、「金の草履」など人々を幸せにするものを身にまとい、みんなが幸せになるように活動中。一人称はオラ。語尾にやんすがつくのが特徴。
- 岩槻安穏朝市
- 東岩槻まつり

## ギャラリー
- 岩槻駅
- 東岩槻駅
- 岩槻城黒門
- 久伊豆神社
- 慈恩寺
- 浄国寺
- 真福寺貝塚
- さいたま市消防局岩槻消防署笹久保出張所
- しらこばと水上公園
- 岩槻人形博物館

## 出身有名人
- さいたま市出身の人物一覧#旧岩槻市域の出身著名人を参照。